# Endocoryneum loculosum
Endocoryneum loculosum är en svampart som först beskrevs av Pier Andrea Saccardo, och fick sitt nu gällande namn av Franz Petrak 1922. Endocoryneum loculosum ingår i släktet Endocoryneum, divisionen sporsäcksvampar och riket svampar.   Inga underarter finns listade i Catalogue of Life.